# Ilex laureola
Ilex laureola là một loài thực vật có hoa trong họ Aquifoliaceae. Loài này được Triana mô tả khoa học đầu tiên năm 1872.